# Réforme Fouchet des universités
La réforme Fouchet des universités dite réforme Fouchet de l'enseignement supérieur, en référence au ministre français de l'Éducation nationale Christian Fouchet, est une réforme administrative de l'Université qui réforme la licence, le diplôme phare de l'époque, en supprimant la Propédeutique et instaurant notamment la création des instituts universitaires de technologie et du diplôme d'études universitaires générales (DEUG) d'abord appelé « diplôme universitaire d’études littéraires » (DUEL) ou « diplôme universitaire d’études scientifiques » (DUES), préparés en deux ans après le baccalauréat, dont la formalisation et la mise en place sous forme de « diplôme d'études universitaires générales » (DEUG) sera opérée sous le ministère de Joseph Fontanet, en 1973.
Les décrets d'application importants datent de 1966 et le texte de loi de 1963, élaboré en coordination avec l'évolution dans l'enseignement secondaire dans un but clairement « utilitaire », pour assurer la formation d’ingénieurs ou techniciens, et de scientifiques, tandis que les décrets, qui permettent plus de souplesse, le seront avec les laboratoires de recherche des universités.

## Philosophie de la réforme
Christian Fouchet a dans sa réforme de 1966 restructuré les études universitaires, via une organisation en trois cycles successifs et une spécialisation en filières à la fois bien précises et encadrées par le ministère.
Chaque filière se voit « définie dans le plus grand détail, avec l'indication d'un nombre d'heures déterminé pour chaque matière et chaque année ». Les examens aussi sont définis pour chaque filière: nature des différentes épreuves, durée, coefficient.
Les premiers cycles de l'enseignement supérieur sont dans le cadre de cette réforme définis avec la même précision que l'enseignement secondaire, même pour les facultés qui ne disposent pas des enseignements requis et ainsi définis.

## Contexte économique et politique

### Une élaboration au service de la modernisation de l'économie
Avant la réforme, le développement de travaux dirigés et de travaux pratiques avait connu un grand succès chez les étudiants, malgré le manque de moyens, mais le cours magistral continuait à rester la référence symbolique, parfois de plus en plus souvent critiquée. Les nouvelles filières introduites et définies pour et par la recherche scientifique ont ainsi fait l'objet d'une consultation approfondie des professeurs les plus reconnus, car elles sont conçues en fonction des besoins de la recherche, d'où leur spécialisation. L'un des objectifs est de mieux placer l'université au service de la modernisation de l'économie, sur fond de croissance forte et de progrès technologiques.

### L'explosion des effectifs et leur féminisation
L'année 1966, celle de la réforme, correspond au sommet de la « première massification de l’enseignement supérieur », à l'issue de laquelle on compte entre 400 000 et 475 000 étudiants en France. Le système universitaire doit à ce moment-là faire face à l’afflux massif de nouveaux étudiants qui s’orientent surtout vers les lettres et le droit. Pour satisfaire aux besoins, il a été prévu de doubler le nombre des universités, via un vaste plan de constructions de "collèges d’enseignement secondaire" et de campus universitaires, parfois situés en périphérie urbaine relativement éloignée, comme à Nanterre dans les Hauts-de-Seine. En Bretagne, les campus changent de visage et de dimension, comme à Rennes, tandis que l’université de Nantes « devient un établissement propre en 1963 ». Les antennes du Mans, d’Angers, de Brest acquierent une nouvelle dimension et à Toulouse, l’université de sciences se déplace aussi vers la périphérie de la ville, dans le secteur des écoles d’ingénieurs (Sup’aéro, ENAC) et du Centre national d’études spatiales, un pôle scientifique qui deviendra la référence pour l'aéronautique européenne dans les décennies suivantes.
Résultat, la croissance des effectifs s'accélère aussi du côté du personnel de l’enseignement supérieur, passé de 2 090 personnes en 1940 à 11 000 en 1960, avant de bondir de 130% en cinq ans, pour atteindre 25000 dès 1965.
Les étudiants forment désormais aussi une population transformée par une importante féminisation, illustrée par Blanche ou l'oubli, le roman de Louis Aragon publié en 1967, dont l'héroïne, Marie-Noire, travaille dans les relations publiques chez un éditeur mais n’a pas fini sa licence de lettres.

## Contenu de la réforme
Le décret du 22 juin 1966 définit un premier cycle de deux ans, semblable à la propédeutique en sciences, à la différence que l'étudiant choisit désormais sa discipline dès l’entrée à l’université. Ce nouveau tronc commun est désormais spécialisé en neuf sections en lettres et sciences humaines:
- lettres classiques;
- lettres modernes;
- langues vivantes;
- histoire, histoire de l’art et archéologie;
- géographie;
- philosophie;
- psychologie;
- sociologie.

Puis le deuxième cycle distingue deux branches : licence vers l’enseignement secondaire, maîtrise vers la recherche.

## Difficultés et critiques

### La liberté perdue du choix des contenus
Les étudiants ont rapidement contesté le cadre contraignant de la réforme Fouchet qui leur donnait le sentiment de limiter leurs libertés car il ne leur était plus possible de choisir librement les cours qu'ils suivraient, d'autant que les méthodes d'enseignement n'avaient pas été modifiées en profondeur.

### La question de la sélection
La réforme Fouchet n'a introduit la sélection ni à l'entrée du premier cycle ni à l'entrée du second. Tout bachelier pouvait s'inscrire en faculté et tout diplômé du premier cycle accéder au suivant, mais « la menace de la sélection planait à l'horizon », d'autant que les critiques de cette nouvelle organisation des études supérieures lancée en 1966 ont très rapidement objecté qu'elle n'avait pas suffisamment pris en compte les débouchés professionnels malgré ses efforts dans cette direction. Ils font valoir le risque que la société soit finalement encombrée de diplômés littéraires ne trouvant pas assez d'emplois conformes à leurs aspirations et de ce fait de plus en plus aigris.
Les étudiants, en particulier ceux de l'UNEF, voient eux dans cette réforme une sélection déguisée, par l’allongement des études car il faudra désormais deux ans à la place d’une année avant de s’inscrire en licence, et la première année se traduira dans les faits par un taux d'abandon élevé. Par ailleurs, l'invention des Instituts universitaires de technologie crée au même moment un précédent incontestable par l’instauration d’une forte sélection à l’entrée.
La question de la sélection est liée à celle du réglement des résidences universitaires, qui plafonne à trois ans le droit à y louer une chambre, ce qui créé des difficultés financières pour les étudiants d'origine modeste. La contestation de la réforme Fouchet fait le lien entre les deux problèmes, en redoutant qu'on instaure une sélection entre le premier et le second cycle universitaire, afin de limiter les effectifs drastiquement dans le second.

## Contestation

### Le front connexe des résidences universitaires
Ministre de l'Éducation nationale du 28 novembre 1962 au 1er avril 1967, Christian Fouchet détient alors le record de longévité à ce poste sous la Ve République : quatre ans, trois mois et vingt-six jours.
En février et mars 1967, durant plusieurs semaines, des petits groupes d'étudiants lyonnais investissent un pavillon où logent des jeunes filles, une action obstinée qui met « l'administration locale en face d'un problème qui semblait ne jamais devoir se poser », selon le quotidien Le Monde. D'autres villes traversent la même surprise avec les mêmes mouvements dans les résidences universitaires, lancées par la FRUF à Lille, Rennes, Montpellier, Aix-en-Provence, Toulouse, Orléans et Dijon.
Le quotidien avait à l'époque, dans ses articles des 9, 16 et 18 mars 1967, cité aussi le cas Nancy et des résidences de la région parisienne (Nanterre, Orsay, Bures-sur-Yvette), qui voient elles aussi les étudiants décider collectivement de ne plus appliquer le règlement intérieur, bien souvent avec une complicité tacite des directeurs de cités « qui renvoient au centre régional des œuvres, celui-ci au centre national, et le centre national au ministère. Faudra-t-il remonter jusqu'au président de la République ? », comme le commente le président de la FRUF. Il observe par ailleurs que l'Association des résidents de Nanterre se voit refuser le droit d'informer la ville des spectacles qu'elle organise.
La FRUF demande alors une refonte totale du règlement intérieur des cités universitaires et critique « l'insuffisance des équipements culturels, sportifs et sanitaires », pour mieux exiger que de nouvelles cités universitaires soient construites intra-muros, par exemple à Paris, dans le quartier des Halles.
Sur le plan sportif, les cités universitaires nouvellement construites à Lyon, Marseille, Angers, Reims, Lille, Poitiers, Clermont -Ferrand, ne possèdent aucune installation, regrette la FRUF, qui veut par ailleurs gérer les activités culturelles, ou permettre à des étudiants de le faire, en refusant que soient embauchés ce que le ministère présente comme des « animateurs compétents (...) comme dans les maisons de jeunes »

### Fouchet remplacé par Peyerefitte, la contestation continue

#### L'agitation redouble dans les résidences
Christian Fouchet perd ainsi son poste de ministre de l'Éducation nationale le 1er avril 1967 après avoir excessivement réagi aux actions de la Fédération des étudiants en résidence universitaire de France. Les actions continuent avec son successeur Alain Peyrefitte, qui prend la relève pour appliquer sa réforme.
L'UNEF continue à se battre contre la "Réforme Fouchet des universités" et les réglements des résidences universitaires, accusés de freiner la démocratisation des universités et participe avec les comités lycéens au Mouvement de 1967 contre les ordonnances sur la sécurité sociale, avec lequel une demi-douzaine de lycées ont déclenché une grève de solidarité. Le mois de décembre 1967 voit le syndicat étudiant mener une contestation sur les deux fronts, la Réforme Fouchet et les ordonnances, puis accélérer la contestation des réglements des résidences universitaires, en mobilisant ses militants des différentes villes, aiguilonnée par les initiatives des résidents à Clermont-Ferrand en novembre puis pas ceux de Nantes en décembre 1967 et janvier 1968.

#### Mai 68, la Réforme Fouchet toujours sur les banderoles
En 1968, après les événements de mai, on confia à Edgar Faure le poste de ministre de l'Éducation nationale qui avait été occupé avant lui par Christian Fouchet puis Alain Peyrefitte. Sa loi d'orientation de novembre 1968, dite Loi Faure marquera une rupture d'un type très différent dans l'enseignement français en intégrant certaines revendications de Mai 68 comme la participation à la gestion des établissements de l'ensemble des acteurs de l'enseignement, via des élus étudiants, et la facilitation de l'interdisciplinarité.
En Mai 68, lors du meeting de la fin mai au Stade Charléty, l’abrogation de la Réforme Fouchet des universités et des ordonnances de 1967 sur la sécurité sociale figure sur de nombreuses banderoles, dont une qui mentionne aussi "Contre le Vème plan", celui allant de 1966 à 1970 et jugé timoré par rapport au précédent. C'est en particulier la photo numéro 23 dans l'album des photos prises par Pierre Collombert pour Tribune socialiste, le journal du PSU, sur une grande banderole des groupes "philo, psycho et espagnol" de l'UNEF qui dénonce aussi le "Plan Fouchet", ont été commandées plusieurs semaines après la fondation du Mouvement du 22 mars et donnent une idée du site universitaire.

## Résultats
Le plan Fouchet prévoyait en 1972 166 000 étudiants dans les IUT mais ils ne seront que 43 000.